# Ancyluris silvicultrix
Ancyluris silvicultrix är en fjärilsart som beskrevs av Hans Ferdinand Emil Julius Stichel 1900. Ancyluris silvicultrix ingår i släktet Ancyluris och familjen Riodinidae. Inga underarter finns listade i Catalogue of Life.